# گوستاو کنوت
گوستاو کنوت (آلمانی: Gustav Knuth؛ ‏ ۷ ژوئیهٔ ۱۹۰۱ – ۱ فوریهٔ ۱۹۸۷) یک هنرپیشه اهل آلمان بود. وی بین سال‌های ۱۹۳۵ تا ۱۹۸۲ میلادی فعالیت می‌کرد.
از فیلم‌ها یا برنامه‌های تلویزیونی که وی در آن نقش داشته است، می‌توان به همه خانم‌های قلعه این کار را خیلی دوست دارند، موش‌ها، دروغ ، شلیک در میزان سه‌چهارم و خانم صاحبخانه هم روابط عاشقانه دارد اشاره کرد.